# ペイダンオー地方
ペイダンオー地方 (仏：District du Pays-d'Enhaut、英：Pays-d'Enhaut District) は、スイス、ヴォー州、レマン湖の東の、のどかな山岳風景が広がる地方である。ペイダンオーはフランス語で“上にある地方”という意味で、標高約900〜1000ｍの地点にシャトーデー、ロシニエール、ルージュモンなどの村が点在している。スイスの私鉄、モントルー・オーベルラン・ベルノワ鉄道がペイダンオー地方を走り、レマン湖畔のモントルーとユングフラウ地方のインターラーケンを結んでいる。
ペイダンオー地方の中心となる村はシャトーデーで、熱気球が盛んに行われており、熱気球博物館もある。また毎年1月に国際熱気球週間が開催され、世界中の熱気球がここに集まる。
ペイダンオー地方には昔ながらの酪農農家が多く、牧上がりや牧下りなどの伝統の行事、デコパージュと呼ばれる牧童の暮らしをモチーフにした切り絵細工などの伝統工芸が息づいている。
伝統的なチーズ作りも行われており、グリュイエールチーズの一種、エティヴァチーズの産地でもある。フランスの画家バルテュスは、ロシニエールにある歴史的な山荘「グランシャレー」でその晩年を過ごした。